# Festivali i Këngës 2023
La sessantaduesima edizione del Festivali i Këngës si è svolta dal 19 al 22 dicembre 2023 a Tirana e ha selezionato il rappresentante dell'Albania all'Eurovision Song Contest 2024 di Malmö.
Il vincitore del festival è stato Mal Retkoceri con Çmendur, mentre Besa Kokëdhima con Zemrën n'dorë è stata designata come rappresentante nazionale alla manifestazione europea.

## Organizzazione
L'emittente albanese Radio Televizioni Shqiptar (RTSH) ha confermato la partecipazione dell'Albania all'Eurovision Song Contest 2024 il 30 agosto 2023, annunciando inoltre l'organizzazione della 62ª edizione del Festivali i Këngës per selezionare il proprio rappresentante. Il successivo 1º settembre l'emittente ha dato la possibilità agli aspiranti partecipanti di inviare i propri brani fino al 10 ottobre 2023.
Il festival si articolerà in quattro spettacoli: tre semifinali trasmesse dal vivo il 19, 20 e 21 dicembre 2022, e la finale del 22 dicembre. Come nell'edizione precedente il vincitore del festival sarà determinato, come di consuetudine, dal voto di una giuria d'esperti composta da undici membri; mentre il rappresentante eurovisivo albanese a Malmö sarà selezionato esclusivamente dal televoto. I partecipanti, selezionati da una giuria di esperti del settore, sono stati annunciati il 17 ottobre 2023 insieme ai titoli dei relativi brani.

## Partecipanti
La lista dei partecipanti in ordine alfabetico, annunciata dall'emittente il 17 ottobre 2023.
Il successivo 1º novembre Bojken Lako, direttore artistico della kermesse, ha annunciato il ritiro di Kejsi Tola e Samanta Karavella, e che sarebbero state sostituite da Irma Lepori e il PeterPan Quartet. Il successivo 1º dicembre Sardi Strugaj, inizialmente confermata fra i partecipanti con Boshatisur, ha successivamente annunciato il suo ritiro dalla competizione; è stato sostituito da Eden Baja con Ajër.
Categoria Campioni
| Artista               | Brano              | Lingua   | Autori                                    |
| --------------------- | ------------------ | -------- | ----------------------------------------- |
| Andi Tanko            | Herë pas here      | Albanese | Andi Tanko                                |
| Anduel Kovaçi         | Nane               | Albanese | Anduel Kovaçi                             |
| Arsi Bako             | Zgjohu             | Albanese | Arsi Bako, Denis Hima                     |
| Besa Kokëdhima        | Zemrën n'dorë      | Albanese | Besa Kokëdhima, Kledi Bahiti, Rozana Radi |
| Besa Krasniqi         | Esenciale          | Albanese | Besa Krasniqi                             |
| Big Basta & Vesa Luma | Mbinatyrale        | Albanese | Alban Kondi, Fabian Basha, Gerald Xhari   |
| Eldis Arnjeti         | Një kujtim         | Albanese | Bujar Daci, Eldis Arrnjeti                |
| Elsa Lila             | Mars               | Albanese | Elsa Lila                                 |
| Festina Mejzini       | Melos              | Albanese | Sokol Marsi                               |
| Kastro Zizo           | 2073               | Albanese | Klevis Bega, Timo Flloko                  |
| Kejsi Tola            | Vallëzoj me Dritën | —        | Kejsi Tola, Olti Curri                    |
| Melodajn Mancaku      | Nuk jemi ne        | Albanese | Melodajn Mancaku, Wendy Mancaku           |
| Olimpia Smajlaj       | Asaj               | Albanese | Briz Musaraj, Olimpia Smajlaj             |
| Samanta Karavella     | N'majë             | —        | Liridon Berisha, Samanta Karavella        |
| Sardi Strugaj         | Boshatisur         | —        | Sardi Strugaj                             |
| Sergio Hajdini        | Uragan             | Albanese | Sergio Hajdini                            |
| Tiri Gjoci            | Në ëndërr          | Albanese | Neda Balluku, Romeo Veshaj, Tiri Gjoci    |

Categoria Emergenti
| Artista                | Brano                 | Lingua                    | Autori                        |
| ---------------------- | --------------------- | ------------------------- | ----------------------------- |
| Bledi Kaso             | Çdo gjë mbaroi        | Albanese                  | Bledi Kaso, Pandi Laço        |
| Eden Baja              | Ajër                  | Albanese                  | Anxhela Llaha                 |
| Erina & The Elementals | Jetën n'Skaj          | Albanese                  | Altin Gjoni, Arvit Banishta   |
| Irma Lepuri            | Me prit               | Albanese                  | Irma Lepuri                   |
| Jasmina Hako           | Ti                    | Albanese                  | Artemis Veizaj, Florian Zyka  |
| Jehona Ponari          | Evol                  | Albanese                  | Jehona Ponari                 |
| Kleansa Susaj          | Pikturë               | Albanese                  | Florian Zyka, Jeris Kaso      |
| Luan Durmishi          | Përsëritja            | Albanese, latino, inglese | Luan Durmishi, Tomor Kuci     |
| Mal Retkoceri          | Çmendur               | Albanese                  | Mal Retkoceri                 |
| Martina Serreqi        | Vetëm ty              | Albanese                  | A. Krroqi, Markelian Kapidani |
| Michaela Paluca        | Për veten             | Albanese                  | Enis Mullaj                   |
| Olsi Ballta            | Unë                   | Albanese                  | Bledar Gramo                  |
| PeterPan Quartet       | Edhe nje here         | Albanese                  | PeterPan Quartet, Real Hoxha  |
| Santino De Bartolo     | Dua të rri me ty      | Arbëreshe                 | Santino De Bartolo            |
| Shpat Deda             | S'mund të fitoj pa ty | Albanese                  | Shpat Deda                    |
| Stivi Ushe             | Askush si ty          | Albanese                  | Aleks Gjonpalaj, Stivi Ushe   |
| Troy Band              | Horizonti i ëndrrave  | Albanese                  | Alda Çuka, Anton Lakuriqi     |

### Artisti ritornati
| Interprete        | Ultima partecipazione         |
| ----------------- | ----------------------------- |
| Besa Kokëdhima    | 2010                          |
| Besa Krasniqi     | 2015                          |
| Eldis Arnjeti     | 2021                          |
| Elsa Lila         | 2022                          |
| Festina Mejzini   | 2020                          |
| Kastro Zizo       | 2022 (come membro dei 2 Farm) |
| Kejsi Tola        | 2012                          |
| Melodajn Mancaku  | 2022                          |
| Olimpia Smajlaj   | 2021                          |
| Tiri Gjoci        | 2019                          |
| Samanta Karavella | 2011                          |
| Sardi Strugaj     | 2020                          |

## Semifinali
Le semifinali sono state trasmesse il 19, 20 e 21 dicembre 2023 alle ore 21:00 (CET) e sono state presentate da Adriana Matoshi e Kledi Kadiu. Durante la prime due semifinali gli artisti, 16 nella prima serata e 15 nella seconda, presenteranno una versione orchestrale del loro brano, mentre nella terza semifinale, dedicata alle cover, gli artisti della categoria "Campioni" si sono esibiranno con un pezzo scelto da loro facente parte della storia del Festivali i Këngës, accompagnati da artisti e vincitori del Festival, mentre gli artisti della categoria "Emergenti" si sono esibiti con brani facente parte della storia dell'Eurovision Song Contest.
Durante le semifinali si è svolta inoltre la gara della categoria "Emergenti": nel corso della prime due semifinali sono stati eliminati nove artisti.
| #  | Artista            | Brano                |
| -- | ------------------ | -------------------- |
| 1  | Stivi Ushe         | Askush si ty         |
| 2  | Besa Kokëdhima     | Zemrën n'dorë        |
| 3  | Mal Retkoceri      | Çmendur              |
| 4  | Eldis Arrnjeti     | Një kujtim           |
| 5  | Shpat Deda         | S'mund t'fitoj pa ty |
| 6  | Jehona Ponari      | Evol                 |
| 7  | PeterPan Quartet   | Edhe nje here        |
| 8  | Festina Mejzini    | Melos                |
| 9  | Kastro Zizo        | 2073                 |
| 10 | Luan Durmishi      | Përsëritja           |
| 11 | Melodajn Mancaku   | Nuk jemi ne          |
| 12 | Olsi Ballta        | Unë                  |
| 13 | Andi Tanko         | Herë pas here        |
| 14 | Sergio Hajdini     | Uragan               |
| 15 | Santino De Bartolo | Dua të rri me ty     |
| 16 | Olimpia Smajlaj    | Asaj                 |

| #  | Artista                | Brano                |
| -- | ---------------------- | -------------------- |
| 1  | Big Basta & Vesa Luma  | Mbinatyrale          |
| 2  | Elsa Lila              | Mars                 |
| 3  | Jasmina Hako           | Ti                   |
| 4  | Michela Paluca         | Për veten            |
| 5  | Anduel Kovaci          | Nan'                 |
| 6  | Irma Lepuri            | Me prit              |
| 7  | Eden Baja              | Ajër                 |
| 8  | Erina & The Elementals | Jetën n'Skaj         |
| 9  | Kleansa Susaj          | Pikturë              |
| 10 | Arsi Bako              | Zgjohu               |
| 11 | Tiri Gjoci             | Në ëndërr            |
| 12 | Besa Krasniqi          | Esenciale            |
| 13 | Bledi Kaso             | Çdo gjë mbaroi       |
| 14 | Troy Band              | Horizonti i ëndrrave |
| 15 | Martina Serreqi        | Vetëm ty             |

| #  | Artista                            | Ospite/i                | Brano                       |
| -- | ---------------------------------- | ----------------------- | --------------------------- |
| 1  | Eldis Arrnjeti                     | Myfarete Laze           | Pragu i vegjëlisë           |
| 2  | Besa Krasniqi                      | Irma ed Eranda Libohova | Nuk e harroj                |
| 3  | Kleansa Susaj e Michela Paluca     | –                       | Voilà                       |
| 4  | Sergio Hajdini                     | Eneda Tarifa            | Mesnatë                     |
| 5  | Arsi Bako                          | Eugent Bushpepa         | S'mund t'jetoj pa ty        |
| 6  | Olimpia Smajlaj                    | Fitnete Tuda            | Shi bie në Tiranë           |
| 7  | Jasmina Hako e Mal Retkoceri       | –                       | Fairytale                   |
| 8  | PeterPan Quartet e Troy Band       | –                       | Zitti e buoni               |
| 9  | Festina Mejzini                    | Florent Abrashi         | Mes nesh është dashuria     |
| 10 | Tiri Gjoci                         | Sidrit Bejleri          | Erdh pranvera               |
| 11 | Andi Tanko                         | Angus Dei               | Ku është dashuria           |
| 12 | Erina Seitllari e Olsi Ballta      | –                       | Hard Rock Hallelujah        |
| 13 | Irma Lepuri e Shpat Deda           | –                       | Nel blu, dipinto di blu     |
| 14 | Jehona Ponari e Martina Serreqi    | –                       | Wild Dances                 |
| 15 | Melodajn Mancaku                   | Edmond Mancaku          | Telefonatë zemrash          |
| 16 | Big Basta & Vesa Luma              | Elton Deda              | Qyteti i vjetër             |
| 17 | Eden Baja                          | Anxhela Llaha           | Satellite                   |
| 18 | Anduel Kovaçi                      | Ilir Shaqiri            | Udhët e mia                 |
| 19 | Kastro Zizo                        | Rea Nuhu                | Sagapo, të dua              |
| 20 | Besa Kokëdhima                     | Jehona Sopi             | Rrjedh në këngë e ligjërime |
| 21 | Elsa Lila                          | Enrico Melozzi          | Një serenatë për dy         |
| 22 | Luan Durmishi e Santino De Bartolo | –                       | Insieme: 1992               |
| 23 | Bledi Kaso e Stivi Ushe            | –                       | Arcade                      |

## Finale
La finale sarà trasmessa il 22 dicembre 2023 alle ore 21:00 (CET) ed è stata presentata da Adriana Matoshi, Kledi Kadiu, Xhuliano Dule e Krisa Çaushi.

Il voto dei cinque giurati decreterà il vincitore del festival e dei premi per categoria, mentre il pubblico a casa tramite televoto determinerà il rappresentante nazionale all'Eurovision Song Contest 2024.
     Vincitore
     Secondo classificato
     Terzo classificato
| #  | Artista                | Brano                 |
| -- | ---------------------- | --------------------- |
| 1  | Kastro Zizo            | 2073                  |
| 2  | Mal Retkoceri          | Çmendur               |
| 3  | Erina & The Elementals | Jetën n'Skaj          |
| 4  | Melodajn Mancaku       | Nuk jemi ne           |
| 5  | Tiri Gjoci             | Në ëndërr             |
| 6  | Kleansa Susaj          | Pikturë               |
| 7  | Irma Lepuri            | Me prit               |
| 8  | Festina Mejzini        | Melos                 |
| 9  | Eldis Arnjeti          | Një kujtim            |
| 10 | Martina Serreqi        | Vetëm ty              |
| 11 | Besa Krasniqi          | Esenciale             |
| 12 | Sergio Hajdini         | Uragan                |
| 13 | Olimpia Smajlaj        | Asaj                  |
| 14 | Anduel Kovaçi          | Nane                  |
| 15 | Michaela Paluca        | Për veten             |
| 16 | PeterPan Quartet       | Edhe nje here         |
| 17 | Besa Kokëdhima         | Zemrën n'dorë         |
| 18 | Arsi Bako              | Zgjohu                |
| 19 | Elsa Lila              | Mars                  |
| 20 | Andi Tanko             | Herë pas here         |
| 21 | Shpat Deda             | S'mund të fitoj pa ty |
| 22 | Big Basta & Vesa Luma  | Mbinatyrale           |

## Premi
- Vincitore 62º Festivali i Këngës: Mal Retkoceri con Çmendur
- Podio - secondo classificato 62º Festivali i Këngës: Tiri Gjoci con Në ëndërr
- Podio - terzo classificato 62º Festivali i Këngës: Shpat Deda con S'mund të fitoj pa ty
- Rappresentante designato dell'Albania all'Eurovision Song Contest 2024: Besa Kokëdhima con Zemrën n'dorë
- Premio alla carriera categoria "Campioni": Martina Serreqi con Vetëm ty
- Premio al miglior artista categoria "Emergenti": PeterPan Quartet con Edhe nje here

## All'Eurovision Song Contest
Per promuovere la propria canzone, Besa ha preso parte all'Eurovision Spain Pre-Party 2024 (29 marzo), al Barcelona Eurovision Party 2024 (4-6 aprile), all'Eurovision in Concert 2024 (13 aprile), al Nordic Eurovision Party (14 aprile) e al MalmöHagen – Copenaghen Eurovision Party (4 maggio).
L'Albania si è esibita 2ª nella seconda semifinale del 9 maggio 2024, classificandosi 15ª con 14 punti, senza riuscire a qualificarsi per la finale.

### Giuria e commentatori
La giuria albanese è composta da:
- Rael Hoxha, artista e compositore;
- Julian Bulku, ballerino e coreografo;
- Erina Seitllari, cantante;
- Olimpia Smajlaj, cantante e attrice;
- Zana Prela, accademica.

L'evento è stato trasmesso su RTSH 1, RTSH Muzikë e Radio Tirana, con il commento di Andri Xhahu. I voti della giuria nella finale sono stati annunciati sempre da Andri Xhahu.

### Voto
Nell'Eurovision Song Contest ogni nazione, tramite una giuria di esperti e il televoto, è chiamata ad esprimere un giudizio sulle canzoni partecipanti, assegnando un punteggio che va da 1 a 12 (escludendo 11 e 9) alle prime 10 classificate. Le classifiche di giuria e televoto sono separate.
Nelle semifinali la classifica è ottenuta tramite il solo televoto, e solamente nella semifinale in cui gareggia la canzone selezionata, mentre la classifica della finale viene stilata tramite la combinazione delle classifiche separate di giuria e televoto. Né la giuria né il televoto possono votare la propria nazione.

#### Punti assegnati all'Albania
| 12       | 10       | 8          | 7            | 6 |
| -------- | -------- | ---------- | ------------ | - |
|          |          |            |              |   |
| 5        | 4        | 3          | 2            | 1 |
| - Grecia | - Italia | - Svizzera | - San Marino |   |

#### Punti assegnati dall'Albania
| Punti | Televoto    |
| ----- | ----------- |
| 12    | Israele     |
| 10    | Paesi Bassi |
| 8     | Grecia      |
| 7     | Georgia     |
| 6     | Armenia     |
| 5     | Svizzera    |
| 4     | Austria     |
| 3     | Estonia     |
| 2     | Belgio      |
| 1     | Norvegia    |

| Punti | Giuria      | Televoto |
| ----- | ----------- | -------- |
| 12    | Svizzera    | Croazia  |
| 10    | Italia      | Israele  |
| 8     | Armenia     | Italia   |
| 7     | Grecia      | Ucraina  |
| 6     | Norvegia    | Francia  |
| 5     | Portogallo  | Cipro    |
| 4     | Lussemburgo | Grecia   |
| 3     | Croazia     | Svizzera |
| 2     | Slovenia    | Serbia   |
| 1     | Serbia      | Armenia  |

#### Voti separati dei giurati
| Stato       | Giurato A | Giurato B | Giurato C | Giurato D | Giurato E | Posizione | Punti assegnati |
| ----------- | --------- | --------- | --------- | --------- | --------- | --------- | --------------- |
| Svizzera    | 1°        | 1°        | 1°        | 2°        | 5°        | 1°        | 12              |
| Italia      | 3°        | 6°        | 3°        | 1°        | 2°        | 2°        | 10              |
| Armenia     | 4°        | 3°        | 5°        | 5°        | 1°        | 3°        | 8               |
| Grecia      | 5°        | 2°        | 12°       | 8°        | 3°        | 4°        | 7               |
| Norvegia    | 11°       | 19°       | 2°        | 4°        | 6°        | 5°        | 6               |
| Portogallo  | 2°        | 4°        | 10°       | 10°       | 13°       | 6°        | 5               |
| Lussemburgo | 6°        | 20°       | 4°        | 6°        | 11°       | 7°        | 4               |
| Croazia     | 9°        | 9°        | 6°        | 7°        | 21°       | 8°        | 3               |
| Slovenia    | 10°       | 5°        | 7°        | 11°       | 20°       | 9°        | 2               |
| Serbia      | 8°        | 7°        | 9°        | 9°        | 14°       | 10°       | 1               |
| Regno Unito | 15°       | 8°        | 8°        | 25°       | 7°        | 11°       | -               |
| Irlanda     | 19°       | 21°       | 13°       | 3°        | 17°       | 12°       | -               |
| Francia     | 13°       | 15°       | 17°       | 14°       | 4°        | 13°       | -               |
| Ucraina     | 17°       | 11°       | 22°       | 16°       | 9°        | 14°       | -               |
| Estonia     | 7°        | 22°       | 19°       | 19°       | 16°       | 15°       | -               |
| Germania    | 18°       | 17°       | 15°       | 13°       | 10°       | 16°       | -               |
| Paesi Bassi | -         | -         | -         | -         | -         | 17°       | -               |
| Georgia     | 14°       | 10°       | 16°       | 18°       | 22°       | 18°       | -               |
| Svezia      | 12°       | 14°       | 23°       | 12°       | 26°       | 19°       | -               |
| Finlandia   | 20°       | 18°       | 11°       | 21°       | 15°       | 20°       | -               |
| Lituania    | 21°       | 12°       | 20°       | 15°       | 23°       | 21°       | -               |
| Lettonia    | 16°       | 13°       | 21°       | 23°       | 18°       | 22°       | -               |
| Israele     | 22°       | 24°       | 26°       | 22°       | 12°       | 23°       | -               |
| Cipro       | 24°       | 16°       | 24°       | 20°       | 19°       | 24°       | -               |
| Spagna      | 23°       | 23°       | 18°       | 26°       | 25°       | 25°       | -               |
| Austria     | 25°       | 26°       | 25°       | 24°       | 24°       | 26°       | -               |